# Pfeffikon

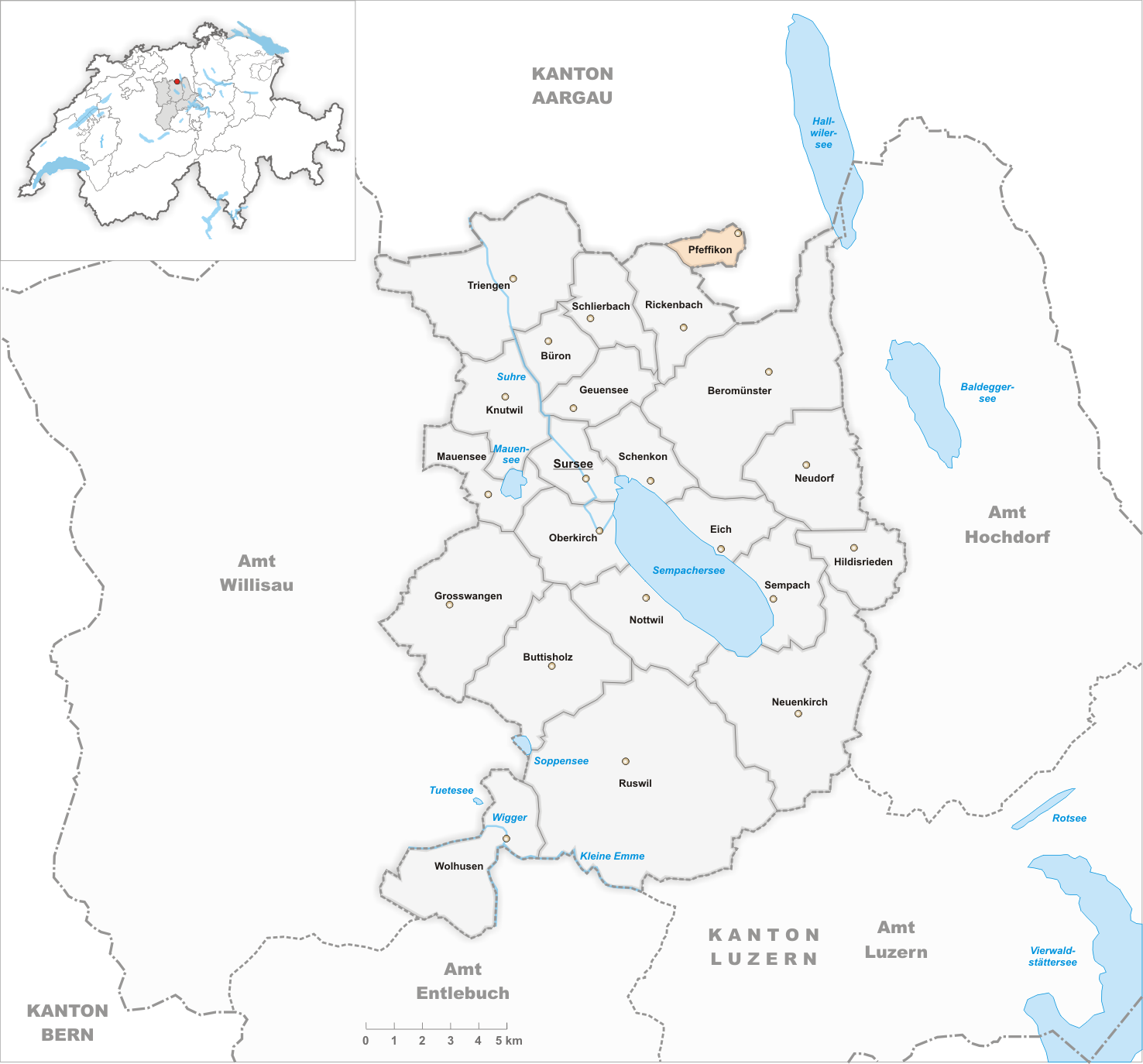
Gemeindestand vor der Fusion am 1. Januar 2013

Pfeffikon ist ein Dorf im Amt Sursee des Kantons Luzern in der Schweiz. Es war bis Ende 2012 eine selbständige politische Gemeinde und fusionierte am 1. Januar 2013 mit Rickenbach LU.

## Geografie
Die ehemalige Gemeinde liegt im Grenzgebiet Wynental/Michelsamt und der Kantone Luzern und Aargau. Der Siedlungsschwerpunkt befindet sich am östlichen Abhang und am Fuss des Stierenbergs (Stereberg), welcher auf 861 m ü. M. den höchstgelegenen Punkt der ehemaligen Gemeinde bildet. Die ehemalige Gemeinde besteht aus dem Dorf (542 m ü. M.), dem südlich davon gelegenen Eichbühl (585 m ü. M.) und dem Ortsteil Berg (616 m ü. M.) westlich des Dorfs am Osthang des Stierenbergs. Alle drei Ortsteile sind Quartiere des Gebiets westlich vom Hallwilersee, welche zusammengewachsen sind. Der Stierenberg ist als einziger ehemaliger Gemeindeteil bewaldet.
Dass der Stierenberg einen grossen Anteil am ehemaligen Gemeindeareal von 247 Hektar ausmacht, zeigt die Tatsache, dass Wald und Gehölz mehr als die Hälfte (genau 51,0 %) des Gemeindegebiets bedecken. Weitere 38,9 % sind landwirtschaftliche Nutzfläche und 10,1 % Siedlungsfläche.
Pfeffikon grenzte im Norden, Osten und Süden an die Gemeinden Reinach AG und Menziken im Kanton Aargau sowie im Westen an Rickenbach LU. Die fünf Dörfer Reinach, Beinwil am See, Burg, Menziken und Pfeffikon sind zu einer zusammenhängenden Agglomeration mit rund 19'500 Einwohnern verschmolzen, die Grenzen zwischen den einst getrennten Siedlungen sind kaum mehr erkennbar.

## Bevölkerung
| Bevölkerungsentwicklung | Bevölkerungsentwicklung |
| Jahr                    | Einwohner               |
| ----------------------- | ----------------------- |
| 1798                    | 340                     |
| 1860                    | 504                     |
| 1888                    | 403                     |
| 1920                    | 479                     |
| 1930                    | 427                     |
| 1970                    | 718                     |
| 1980                    | 700                     |
| 1990                    | 674                     |
| 2000                    | 686                     |
| 2004                    | 711                     |

Von 1798 bis 1860 wuchs die Bevölkerung markant (1798–1860: + 48,2 %). Dem folgte eine Massenabwanderung bis 1888 (1860–1888: − 20,0 %). Danach stieg die Einwohnerzahl wegen der Ansiedlung einer grossen Zigarrenfabrik wieder deutlich bis ins Jahr 1920 (1888–1920: + 18,9 %). Einem Rückgang in den 1920er-Jahren folgte ein ununterbrochener Bevölkerungsanstieg bis 1970 (1930–1970: + 68,1 %). Bis 1990 sank die Bevölkerung leicht – und stieg dann bis 2004 wieder nahezu auf den Stand von 1970.

### Eingebürgerter Nachname
Ein sehr bekannter Nachname in Pfeffikon LU ist Furrer. Die Familie Furrer ist seit 1614 in diesem Dorf eingebürgert. Seit 1614 wohnen mehrere "Furrers" in dem Dorf.

### Sprachen
Die Bevölkerung benutzt als Alltagssprache eine hochalemannische Mundart. Bei der letzten Volkszählung im Jahr 2000 gaben 91,25 % Deutsch, 2,92 % Albanisch und 1,75 % Italienisch als Hauptsprache an.

### Religionen – Konfessionen
Früher war die gesamte Einwohnerschaft Mitglied der römisch-katholischen Kirche. Heute (Stand 2000) sieht die religiöse Zusammensetzung der Bevölkerung wie folgt aus: Es gibt 55,54 % römisch-katholische und 28,86 % evangelisch-reformierte Christen. Daneben findet man 6,56 % Konfessionslose und 4,81 % Muslime. Die Mehrheit der Muslime sind Albaner aus dem Kosovo und Mazedonien. Dazu kommen wenige Türken und Kurden.

### Herkunft – Nationalität
Von den 703 Einwohnern Ende 2006 waren 609 Schweizer und 94 (= 13,4 %) Ausländer. Anlässlich der letzten Volkszählung waren 84,69 % (einschliesslich Doppelbürger 88,63 %) Schweizer Staatsangehörige. Die grössten Einwanderergruppen kommen aus Serbien-Montenegro (meist Albaner), Italien, Deutschland, Portugal und Mazedonien.

## Verkehr
Pfeffikon liegt unweit der Strasse Luzern-Aarau. Eine Strassenverbindung führt über Burg AG nach Rickenbach LU/Beromünster. Die nächstgelegenen Autobahnanschlüsse sind Sursee an der A2 in 16 km und Lenzburg an der A1 in 21 km Entfernung.

## Geschichte

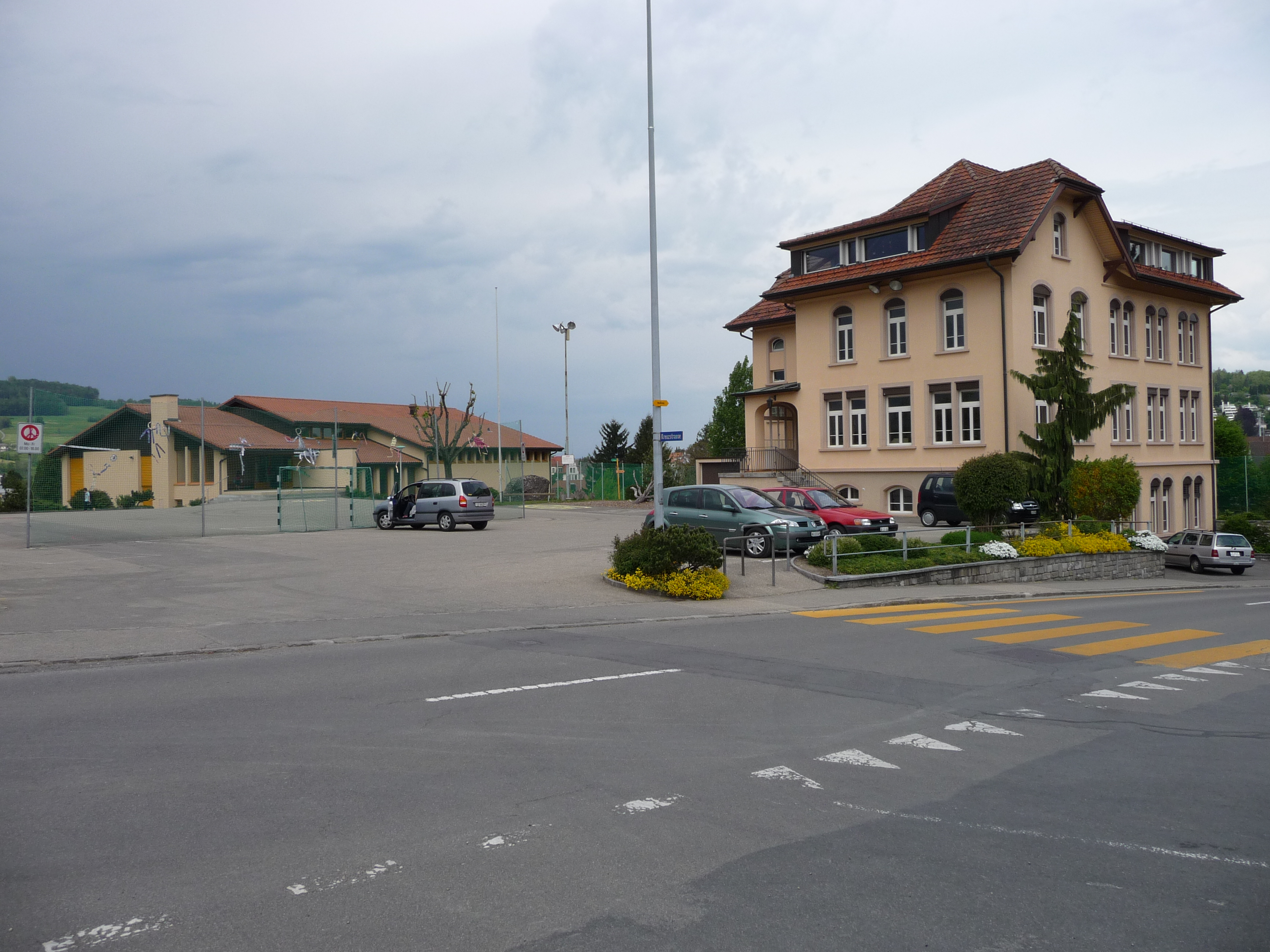
Schulhaus in Pfeffikon

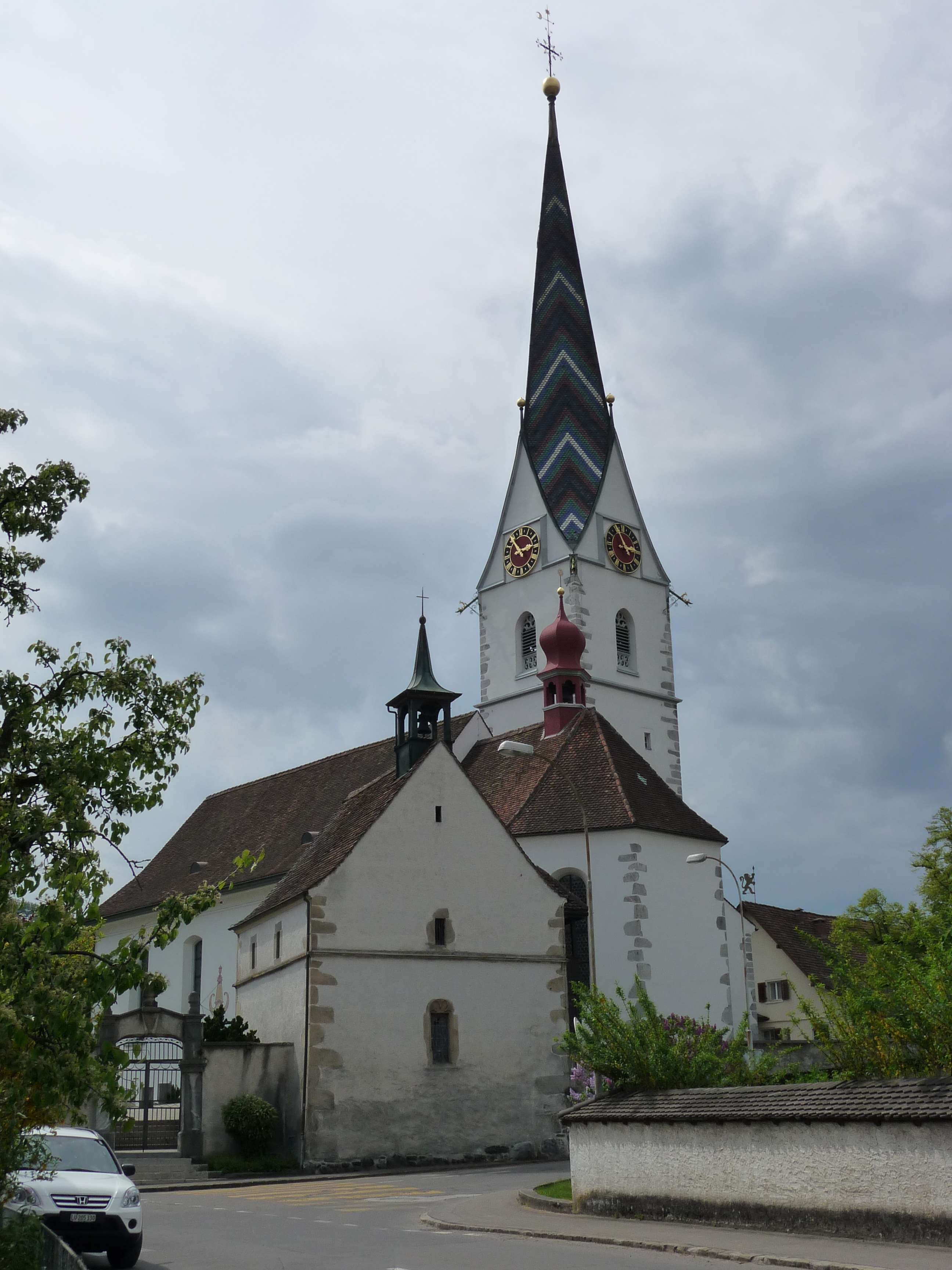
Kirche in Pfeffikon

Luftbild (1970)

Ältester Siedlungsbeweis sind die Überreste einer grossen römischen Villa, welche zwischen 100 und 150 n. Chr. errichtet wurde. Eine dem Mauritius geweihte Kirche wurde zwischen dem 6. und 8. Jahrhundert errichtet. In einem Schutzbrief von König Heinrich III. an den Chorherrenstift Beromünster wird Faffinchoven im Jahr 1045 erstmals erwähnt. Der Chorherrenstift übte bis 1798 die niedere Gerichtsbarkeit aus. Bereits vor Beginn des 14. Jahrhunderts war der Ort im Besitz der Habsburger. Als ein Mitglied dieser Familie vom Kaiser geächtet wird, übernimmt die Stadt Luzern 1415 das Michelsamt, zu welchem Pfeffikon gehört. Von 1798 bis 1803 gehört die Gemeinde zum Distrikt Münster (Beromünster), danach zum neu geschaffenen Amt Sursee. In jüngster Vergangenheit wurde viel über einen Kantonswechsel von Luzern zum Kanton Aargau diskutiert. Der Grund liegt in der engen Verzahnung mit dem Siedlungsgebiet der Nachbargemeinden, mit welchen Pfeffikon zusammengewachsen ist.

## Persönlichkeiten
- Hans Villiger (1892–1983), Industrieller und Politiker (FDP)
- Heinrich Villiger (1930–2025), Unternehmer
- Kaspar Villiger (* 1941), Unternehmer und Politiker (FDP), Bundesrat